# 高良隆志
高良 隆志（こうら たかし、1965年12月31日 - ）は、日本の俳優・スタントマン。本名同じ。東京都出身。身長177cm。体重68kg。

## 人物
17歳の時に千葉真一が主宰するジャパンアクションクラブへ入団。特技は極真空手・乗馬・和太鼓・殺陣・日本舞踊（名取・玉川寿三郎）。
俳優業の傍ら独学で建築士の資格を取得し、2003年にリフォーム建築会社「HGプランニング」を興す。
現在は建築士としての営業の傍ら、殺陣の指導による後進の育成を行っている。

## 出演

### テレビドラマ
- 影の軍団シリーズ
  - 影の軍団IV （1985年）
  - 影の軍団 幕末編 （1985年）
- 深夜にようこそ 第1回 （1986年） - カップルの若者
- 水戸黄門 第17部 第3話 - 第9話（1987年） - 道鬼の配下
- 必殺仕事人V・風雲竜虎編 第13話「剣豪の妻、悲願の御前試合」（1987年） - 藤尾玄之介
- 必殺仕事人ワイド 大老殺し 下田港の殺し技珍プレー好プレー （1987年） - ひとり相撲の鬼岩
- 電脳警察サイバーコップ （1988 - 1989年） - ルシファー
- ダブルパニック90・ロス警察大捜査線
- 必殺スペシャル・春 勢ぞろい仕事人! 春雨じゃ、悪人退治 （1990年） - 慎次
- 御家人斬九郎
- NIGHT HEAD 第1話 （1992年）
- 鬼平犯科帳 第4シリーズ 第17話「さざ波伝兵衛」（1993年） -  政吉
- 喧嘩屋右近 第3シリーズ 第1話「花のお江戸でよろずもめごと引き受け候 女房の取り戻し方教えます」（1994年）
- 暴れん坊将軍VIII 第3話「居酒屋の女の告白」（1997年） - 伊吉
- ウルトラマンティガ 第43・44・52話 （1996 - 1997年） - マサキ・ケイゴ

### 映画
- 必殺4 恨みはらします （1987年）
- 将軍家光の乱心 激突 （1989年） - 緒形拳が演ずる石河刑部の殺陣・スタントの吹き替え
- 稲村ジェーン （1990年）
- 新極道の妻たち（1991年） - 松岡組組員 岡邦彦
- ラスト サムライ （2003年） - 侍

### 演劇
- 酔いどれ公爵 （1985年） - オルゴン六剣士B

### Vシネマ
- ウルトラマンティガ外伝 古代に蘇る巨人 （2001年） - ダイダラ

## 逸話
- 映画『ラスト サムライ』のオーディションが行われた鬼怒川ウェスタン村は、テレビドラマ『電脳警察サイバーコップ』のオープニングの収録のために訪れた場所でもあった。当時は乗馬両手放しでショットガンを撃ちながら登場というシーンだったが、オーディションでも高度な乗馬技術が要求された。高良は合格し、『ラスト サムライ』の出演が決定した。
- 『電脳警察サイバーコップ』DVDの映像特典のインタビューでは、塩谷庄吾が自作したマーズビットのヘッドギアを手に取り、当時の思い出を語っている。